# Ellabella
Ellabella is een geslacht van vlinders van de familie Copromorphidae, uit de onderfamilie Millieriinae.

## Soorten
- E. editha Busck, 1925
- E. melanoclista (Meyrick, 1927)